# Ochrota asuraeformis
Ochrota asuraeformis är en fjärilsart som beskrevs av Embrik Strand 1912. Ochrota asuraeformis ingår i släktet Ochrota och familjen björnspinnare. Inga underarter finns listade i Catalogue of Life.